# بابا کوهی (فیلم)
بابا کوهی (فیلم) فیلمی به کارگردانی  و نویسندگی داوود ملاپور ساختهٔ سال ۱۳۴۸ است.

## بازیگران
- لاله جزایری
- عزت اله وثوق
- علی محمد رجایی
- خسرو فرزین
- حسن غفاری
- کاظم تهرانچی
- محبوبه
- نامجو